# Dual (álbum de Malú)
Dual es el tercer álbum recopilatorio de Malú y decimotercero en la discografía de la cantante, editado en 2012 por Sony Music y con la dirección musical de Armando Ávila y Malú. El álbum salió a la venta el 20 de noviembre de 2012. Contiene un recopilatorio en dos discos con casi todos los duetos realizados por la artista a lo largo de su carrera, desde 1998 hasta 2012; y además incluye seis duetos inéditos junto a Aleks Syntek, Pablo Alborán, David Bisbal, Melendi, Leonel García y Revólver.

## Sencillos
Se lanzó como carta de presentación del álbum el tema «Sólo el amor nos salvará», dúo con Aleks Syntek. El sencillo, publicado el 16 de octubre de 2012, vino acompañado de videoclip. «Decidí escribir sobre las crisis de pareja, aprovechando el diálogo que se puede dar en un dueto entre una cantante mujer y un hombre, y abordarlo de manera propositiva» declaró Aleks Syntek.
El segundo sencillo, «Vuelvo a verte», es un dúo con Pablo Alborán. Para su videoclip, Malú quiso compartir una versión, cantada únicamente por ella, muy especial, donde destaca especialmente su voz y el piano. El clip se desarrolla en el interior de un estudio.

## Recepción
Dual debutó en el segundo puesto de la lista oficial acreditada de ventas Promusicae, en la que permaneció 83 semanas entre los álbumes más vendidos. Fue certificado disco de platino.

## Lista de canciones

### CD 1
| N.º | Título                                          | Escritor(es)                      | Duración |  |
| 1.  | «Sólo el amor nos salvará» (con Aleks Syntek)   | Aleks Syntek                      | 3:44     |  |
| 2.  | «Cuando digo tu nombre» (con Leonel García)     | Leonel García                     | 4:17     |  |
| 3.  | «Amigo» (con Melendi)                           | Lucas Álvarez · Armando Ávila     | 3:38     |  |
| 4.  | «Linda» (con Miguel Bosé)                       | Facchinetti · Negrini             | 3:50     |  |
| 5.  | «Devuélveme la vida» (con Antonio Orozco)       | Antonio Orozco                    | 4:06     |  |
| 6.  | «No» (con Armando Manzanero)                    | Armando Manzanero                 | 3:14     |  |
| 7.  | «Al alba» (con Pepe de Lucía - versión estudio) | Pepe de Lucía                     | 4:20     |  |
| 8.  | «Callados» (con Yahir)                          | Camilo Sesto                      | 4:26     |  |
| 9.  | «Enamorada» (con David DeMaría)                 | David DeMaría · David Santisteban | 3:51     |  |
| 10. | «No te pude retener» (con Vanesa Martín)        | Vanesa Martín                     | 4:08     |  |
| 11. | «Se nos rompió el amor» (con Rocío Jurado)      | Manuel Alejandro · Ana Magalena   | 4:41     |  |
| 12. | «Viviendo deprisa» (con Paco León)              | Alejandro Sanz                    | 3:13     |  |

### CD 2
| N.º | Título                                           | Escritor(es)                                 | Duración |  |
| 1.  | «Vuelvo a verte» (con Pablo Alborán)             | Pablo López                                  | 3:41     |  |
| 2.  | «Doy la vida» (con David Bisbal)                 | Miguel Linde                                 | 3:58     |  |
| 3.  | «El peligro» (con Revólver)                      | Carlos Goñi                                  | 6:32     |  |
| 4.  | «El amor es una cosa simple» (con Tiziano Ferro) | Tiziano Ferro                                | 4:03     |  |
| 5.  | «Que nadie» (con Manuel Carrasco)                | Manuel Carrasco                              | 3:58     |  |
| 6.  | «Contigo aprendí» (con Alejandro Fernández)      | Armando Manzanero                            | 5:16     |  |
| 7.  | «Cómo te olvido» (con Jerry Rivera)              | Andrés Alcaraz · Diego Vanegas · David López | 2:59     |  |
| 8.  | «Corazón partío» (con Alejandro Sanz)            | Alejandro Sanz                               | 5:06     |  |
| 9.  | «Haces llover» (con Diego Martín)                | Diego Martín                                 | 4:29     |  |
| 10. | «Estúpido» (con Lolita Flores)                   | José Luis Armenteros · Pablo Herrero         | 2:54     |  |
| 11. | «Ni un segundo» (con Leonel García)              | Leonel García                                | 3:22     |  |
| 12. | «Y qué pequeña que soy» (con Pastora Soler)      | Antonio Raúl Fernández                       | 3:45     |  |

## Créditos y personal
- Fernando Álvarez: masterización, re-masterización
- Tatsuya Sato: masterización
- OYEME! Studio: diseño gráfico

Créditos adaptados desde las notas de Dual (2012).

## Posicionamiento en listas
| Listas (2012)       | Mejor posición |
| ------------------- | -------------- |
| España (PROMUSICAE) | 2              |

| Listas (2012)       | Mejor posición |
| ------------------- | -------------- |
| España (PROMUSICAE) | 14             |
| Listas (2013)       | Mejor posición |
| España (PROMUSICAE) | 12             |

## Certificaciones
| País (organismo certificador) | Certificación | Unidades certificadas |
| ----------------------------- | ------------- | --------------------- |
| España (PROMUSICAE)           | Platino       | 60 000                |

## Premios
| Año  | Nominación             | Categoría                                                     | Resultado | Ref.   |
| ---- | ---------------------- | ------------------------------------------------------------- | --------- | ------ |
| 2012 | Premios Dial           | Premio Cadena Dial 2012                                       | Ganadora  | [ 10 ] |
| 2012 | Premios Cadena 100     | Los Números 1 de Cadena 100                                   | Ganadora  | [ 11 ] |
| 2012 | Disco del Año RTVE     | Disco del Año                                                 | Ganadora  | [ 12 ] |
| 2013 | Premios Grammy Latino  | Canción del Año «Solo el amor nos salvará» (con Aleks Syntek) | Nominada  | [ 13 ] |
| 2013 | Premios 40 Principales | Mejor Canción Nacional «Vuelvo a verte» (con Pablo Alborán)   | Ganadora  | [ 14 ] |
| 2013 | Premios 40 Principales | Mejor Artista o Grupo Nacional                                | Nominada  | [ 15 ] |